# Бої за Вуглегірськ
Бої за Вуглегірськ — запеклі бої, що тривали між Збройними силами України, патрульною міліцією особливого призначення, Нацгвардією та збройними силами Рашистської Росії та терористичними формуваннями так званої "ДНР", бої розгорнулися навколо міста Вуглегірськ Донецької області України і тривали з 29 січня по 5 лютого 2015 року. Бої за Вуглегірськ були частиною оборони Дебальцева.

## Передумови
12 серпня 2014 року у Вуглегірську відбулися бої, в результаті яких місто було звільнене від проросійських терористів українськими солдатами. При відступі терористи використали тактику випаленої землі чим завдали значної шкоди інфраструктурі міста, зокрема, підірвали автомобільний міст

## Перебіг подій

### Січень
18 січня 2015 року терористи здійснили обстріл Вуглегірська, від якого загинуло двоє дітей, й ще одна дитина госпіталізована з пораненнями.
22 січня 2015 року терористи "ДНР", за підтримки російської армії, почали масований наступ на Донбасі по всіх фронтах, ситуація сильно загострилася також біля Вуглегірська. 28 січня внаслідок обстрілу з РСЗВ «Град» загинув солдат батальйону «Чернігів-1» Ігор Буйновський.
29 січня розпочалися бої за Вуглегірськ. З різних джерел декілька днів надходила суперечлива інформація щодо ситуації біля Вуглегірська, але в більшості випадків Штаб АТО повідомляв, що місто знаходиться під контролем України (або принаймні частина міста). Того ж дня після прямого влучення в танк у Вуглегірську — на вулиці Некрасова — загинув екіпаж танка — вояки 30-ї бригади молодший сержант Олександр Шахрай (командир танка), старший солдат Микола Хоречко, навідник, й старший солдат Тарас Гарбарчук, механік-водій, поліг лейтенант батальйону «Київська Русь» Іван Ступак.
30 січня речник РНБО Андрій Лисенко заявив, що "російсько-терористичні сили здійснюють передислокацію значних сил у напрямку міст Дебальцеве і Вуглегірськ Донецької області", які залишаються пріоритетними напрямками для здійснення вогневих ударів сепаратистів по позиціях сил АТО. Також Лисенко повідомив, що терористи застосовують тактику розвідки боєм для виявлення вогневих позицій українських військових з подальшим завданням ракетно-артилерійських ударів. На всіх напрямках терористи неодноразово обстрілювали позиції українських військових з використанням артилерії, мінометів, гранатометів, танків і реактивних установок Град. В самому місті тривають запеклі бої, під вечір сепаратисти захопили деяк окремі райони Вуглегірська. На блокпосту, що розміщений в напрямі Єнакієвого, загинули сержанти батальйону «Чернігів-1» Колесник Віталій Павлович та Іван Томилко. Того ж дня сили 73-ого морського центру проводили розвідку в районі Вуглегірська, але нажаль українські спецпризначенці не змогли виконати поставлене завдання - знайти добре замасковані бронеоб'єктів ворога.
31 січня сили АТО здійснили контратаку проти бойовиків, у бою на блокпосту 1302 під Вуглегірськом полягли вояки батальйону «Чернігів-1» Сергій Андрусенко, Олександр Бригинець, Андрій Лебедєв та Олег Соломаха. Прикриваючи побратимів, які відходили на попередні позиції біля Вуглегірська, екіпаж танка «Малюсінького» вступив у нерівний бій з колоною терористів; поцілили в оглядове вікно водія танка. Загинув старший сержант Андрій Мельник, двом воякам екіпажу танку вдалося врятуватися, один з важкими пораненнями потрапив у лікарню, інший — у полон. Старший лейтенант 44-ї артилерійської бригади Василь Барановський з Миколою Качкалдою виїхали танком на вогневу позицію та вели бій з наступаючими терористами. В ході бою танк було підбито, він загорівся.
Увечері 31 січня українські військовики деблокували понад 70 силовиків, серед них — 39 бійців роти міліції спецпризначення «Світязь» та 34 військовослужбовця Збройних Сил України, втрат немає, два легких поранення. Того дня у бою на блокпосту міста Вуглегірськ загинули сержант батальйону «Чернігів-1» Сергій Харитонов та старший солдат Павло Старченко, смертельних поранень зазнав молодший сержант Євген Кравченко.

### Лютий
1 лютого прес-служба полку «Азов» повідомила що підрозділи Збройних сил України з важкими боями відійшли від Вуглегірська і місто захоплене російськими терористами. Того ж дня, заступник директора Інформаційно-аналітичного центру РНБО Володимир Польовий заявив, що частина міста Вуглегірськ знаходиться під контролем бойовиків: "Місто Вуглегірськ знаходиться на правому фланзі позицій наших військових в районі Дебальцевського виступу, і там протягом останнього тижня йдуть важкі бої. Частина міста Вуглегірськ дійсно контролюється бойовиками, і лінія фронту проходить по околицях або через це місто", - сказав він. 
3 лютого речник АТО А. Лисенко повідомив, що протягом минулої доби бойовики безуспішно намагалися оточити підрозділи Збройних сил України під Дебальцевом. Також речник РНБО повідомив оперативні дані — при спробі штурмувати Вуглегірськ прицільно працювала українська артилерія, військово-терористичні формування на відкритій території просто гинули. Почалася паніка, внаслідок  масової загибелі бойовиків почався відступ. На цей випадок російським командуванням був підготовлений підрозділ внутрішніх військ — «дивізія Дзержинського», яка в цьому часі виконувала функцію загороджувального загону. За день з Дебальцевого та Світлодарська було евакуйовано 188 людей.
- Через 6 днів, 9 лютого, з'являються дані, що у складі російсько-терористичних військ, які брали участь у боях за Вуглегірськ під Дебальцевим, перебував й підрозділ десантників з 11-ї окремої десантно-штурмової бригади, дислокується в Улан-Уде (Бурятія). Зокрема, на відео від 3 лютого було ідентифіковано капітана Третяка, що за повідомленням користувачів перебував на службі у 11 ОДШБр.[21][22][23]

5 лютого командир роти Світязь» Олександр Фацевич повідомив що Вуглегірськ контролюється бойовиками: "Вуглегірськ точно не наш. Ми звідти виходили останніми", - сказав він. Цю інформацію підтвердив речник РНБО Андрій Лисенко.